# Калайдович, Пётр Фёдорович
Пётр Фёдорович Калайдо́вич (22 января (2 февраля) 1791, Киев — 1 [13] января, по другим сведениям 2 [14] августа 1839, Москва) — преподаватель словесности, лингвист, поэт.

## Биография
Сын Фёдора Калайдовича, брат Константина и Ивана Калайдовичей.
Учился в Московском университете, был преподавателем в Московском благородном пансионе и других учебных заведениях.
Выступил в печати в 14 лет, поместив стихотворения и прозаическую аллегорию со стихами в «Новостях русской литературы» (1804). Публиковался в «Вестнике Европы» (очерк «Перун», 1807; «О почтении русских к бороде и волосам свои», 1810; «О садах Владимирских», 1811) и «Сыне Отечества». Занимался изучением языка «Слова о полку Игореве».  
Отдельно издал «Опыт словаря русских синонимов» (Москва, 1812); «Тень Людовика XVI на берегах Москвы 5 сентября 1812 г.» (Казань, 1813). В «Трудах общества любителей российской словесности» напечатал «Рассуждение о синонимах».